# Chaplin filmer
Chaplin filmer er en amerikansk stumfilm fra 1914 af George Nichols.

## Medvirkende
- Charles Chaplin
- Roscoe 'Fatty' Arbuckle
- Virginia Kirtley
- Peggy Pearce
- Mabel Normand - Mabel